# Främling i paradiset
Främling i paradiset (The Bicentennial Man and Other Stories) är en novellsamling från 1976 med science fiction-berättelser av Isaac Asimov. Den utkom 1977 i svensk översättning.
Boken innehåller tio noveller samt en dikt (Livets bästa år) och en mininovell (En idés födelse). De fyra novellerna "Kvinnlig intuition", "...att du tänker på henne!", "Jubileumsmänniskan" och "Trehundraårsjubileet" är robotnoveller.
Novellerna i boken är dessa (inkl originalnamn och första publicering inom parentes):
- Livets bästa år (The Prime of Life, F&SF, oktober 1966)
- Kvinnlig intuition (Feminine Intuition, F&SF, oktober 1969)
- Havets djup (Waterclap, Galaxy, maj 1970)
- ...att du tänker på henne! (—That Thou art Mindful of Him,  F&SF, maj 1974)
- Främling i paradiset (Stranger In Paradise, (If, maj-juni 1974)
- Multivacs liv och leverne (The Life and Times of Multivac, New York Times Magazine, 5 januari 1975)
- Agnarna och vetet (The Winnowing, Analog, februari 1976)
- Jubileumsmänniskan (The Bicentennial Man, Stellar Science Fiction #2, februari 1976)
- Väckelsesång (Marching In, High Fidelity, april 1976)
- Gammaldags (Old-fashioned, Bell Telephone Magazine, februari 1976)
- Trehundraårsjubileet (The Tercentenary Incident, Ellery Queen's Mystery Magazine, augusti 1976)
- En idés födelse (Birth of a Notion, Amazing Stories, april 1976)